# Isengard
Isengard je velika utvrda u izmišljenom svijetu Međuzemlja J. R. R. Tolkiena. Sam naziv je engleski prijevod sindarinske riječi Angrenost. Iako je drugo značenje imena Isengarda Čuvar zapada, oba ova imena znače Željezna tvrđava, njemački Eisen i staroengleski isærn = željezo.

## Povijest
Isengard su tijekom Drugog doba izgradili protjerani Númenórejci oko tornja Orthanca. Smješten je na sjeverozapadu Rohana gdje je, zajedno s Aglarondom na jugu, trebao pružati zaštitu gazova Isena od prodora neprijatelja u Calenardhon.
Rijeka Angren izvire u Methedrasu iz Isengarda te tako tvori njegov sjeverni rub. Ostale tri strane zaštićene su širokim zidom poznatim i kao Prsten Isengarda. Ovaj obrambeni zid na sjeveroistoku presijeca rijeka Angren gdje su pomična vrata i na jugu gdje su vrata Isengarda.
Isengard je bilo ugodno mjesto s mnogo stabala i livada koje je napajala rijeka Angren. Orthanc je smješten u samom središtu utvrđenja.
Početkom Trećeg doba stanovništvo Calenardhona je sve više kopnilo te je zadnji zapovjednik Orthanca pozvan natrag u Minas Tirith. U Isengardu je ostala mala posada pod nasljednim zapovjednikom. Tijekom vremena poruke iz Minas Tiritha su se prorijedile sve dok nisu posve prestale stizati.
Nakon što je Cirion, Namjesnik Gondora, poklonio Calenardhon Éothéodu, ovo je područje postalo Rohanom. Isengard je ostao jedina, iako skoro zaboravljena, tvrđava sjeverno od Ered Nimraisa, s izuzetkom Anóriena, koje je zadržao Gondor. Malena posada je često sklapala brakove s Dunlanđanima pa je tako utvrda postala dunlanđanska po svemu osim imenom. Orthanc je ipak ostao zatvoren jer je jedino Namjesnik imao ključeve.
Do 2710. nestalo je nasljedne loze zapovjednikâ, a za vrijeme vladanja rohanskog kralja Déora postalo je očigledno da je Isengard neprijateljski raspoložen prema Rohancima. Dunlanđani utvrđeni u Isengardu nastavili su pljačkati Rohan i tijekom vladavine Déorova sina Grama, sve dok za vladavine Gramova sina Helma Batošaka dunlanđanski zapovjednik, Freca i njegov sin Vuk umalo nisu potpuno uništili Rohance. Naposljetku su Rohanci ipak uspjeli opkoliti i zauzeti Isengard.
Gondor je unatoč svojoj nemogućnosti da pošalje snage koje bi se utvrdile u Isengardu tražio neko trajnije rješenje kako bi zadržao upravu nad utvrđenjem. Rješenje ovog problema ukazalo se kad se Saruman, došavši s istoka, ponudio Namjesniku Berenu za čuvara utvrđenja. Beren mu je rado predao ključeve Orthanca pa se Saruman ondje i smjestio u svojstvu nadzornika u službi Gondora. Po njemu je čitav kraj dobio ime Nan Curunír, ili "Čarobnjakova dolina". Godine 2953., iskoristivši Sauronov povratak i trenutnu zauzetost Namjesnika, Saruman je preuzeo Isengard i postao njegovim isključivim gospodarom.
Za vrijeme Rata za Prsten Isengard je bio Sarumanov stožer u napadu na Rohance, te je sjekući stabla oskvrnuo dolinu. Isengardska dolina uništena je dubokim jamama u kojima je uzgajao Uruk-haije i smjestio kovačnice oružja. Isengard je udomio nebrojene orke koji su služili Sarumanu u napadu na Rohan. Naposljetku je vojska enta i huorna pod Drvobradaševim vodstvom napala i zauzela Isengard, ali nisu uspjeli prodrijeti u sam Orthanc jer je bio sagrađem od neprobojne stijene bez i najmanje greške ili pukotine.
Hobiti Meriadoc Brandybuck i Peregrin Took su u svojstvu "stražara" dočekali ronanskog kralja Théodena, Aragorna i Gandalfa na vratima.
Tijekom Četvrtog doba Isengard je obnovljen. Čitava je dolina dodijeljena entima koji su razorili zaštitne zidine. Orthanc je ponovo dio Ponovo Ujedinjenog Kraljevstva pod kraljem Elessarom.

### Znakovlje
Orci iz Isengarda su na štitovima nosili Bijelu šaku na crnom štitu, a na kacigama runu ˝S˝() kao Sarumanov znak.  U kamenu isklesana i obojena Bijela šaka stajala je na crnom stupu na prilazu vratima Isengarda.

### Orthanc
Orthanc je crni toranj unutar Isengarda. Ime mu znači i "Šiljasti vis" na sindarinskom, i "Lukava zamisao" na staroengleskom, jeziku koji je Tolkien koristio za "prevođenje" rohanskoga jezika. 
Prema Tolkienu, Orthanc su krajem Drugog doba od četiri mnogostrana stupa sagradili Gondorci. Stupovi su spojeni nepoznatim postupkom i nijedno poznato oružje ih nije moglo oštetiti. Iako su enti običan kamen mogli zdrobiti s lakoćom njihov napad na Orthanc ostavi je tek nekoliko ogrebotina i zareza na površini tornja. Orthanc se uzdizao do visine od 150 m iznad razine isengardske zaravni i završavao četirima oštrim vršcima. Jedini ulaz je bio na vrhu stubišta iznad kojeg se nalazio maleni prozor s balkonom.
U Orthancu se nalazio jedan palantír Južnog Kraljevstva kojega je čuvao poseban nadzornik. Namjesnici Gondora zarana su toranj pred opasnošću zaključali, a ključ pohranili u Minas Tirithu. Kad je Isengard pao u ruke Dunlanđanima oni nisu mogli prodrijeti u toranj.
Kad je Beren, Namjesnik Gondora, povjerio Isengard čarobnjaku Sarumanu, predao mu je i ključeve Orthanca. Saruman je u njemu postavio svoj stožer tijekom potrage za Jedinstvenim Prstenom i kasnije kad je napao Rohan u Ratu za Prsten.
Nakon poraza Saruman se suočio s kraljem Théodenom, Gandalfom i Aragornom, tom je prilikom Gríma Gujoslov, Sarumanov sluga pokušao palantírom pogoditi družinu, vjerojatno Gandalfa. Potom je Saruman zaključan u Orthanc kojeg je čuvao Drvobradaš. Ubrzo nakon toga Drvobradaš je pustio Sarumana jer nije mogao vidjeti nijedno živo biće zatočeno, a tom je prilikom i Saruman iskoristio svoje umijeće nagovaranja.
Tijekom Četvrtog doba Orthanc je pretražio Kralj Elessar, ondje je pronašao mnoge predmete svoje vladarske kuće naslijeđene još od Isildura, među njima izvorni Elendilmir, Zvijezdu Arnora, dokaze da je Saruman pronašao i vjerojatno uništio Isildurove ostatke. Elessar je ondje pronašao i kovčežić napravljen za čuvanje Jedinstvenog Prstena.

## Prilagodbe
Isengard i Orthanc se može vidjeti u filmu Gospodar prstenova. Makete upotrebljene pri snimanju filma su bile izrađene po predlošku ilustratora Alana Leeja od mikrokristalnog voska kako bi najbolje dočarao izgled opsidijana. 